# Vijnanamaya kosha
Vijnanamaya kosha (intellect-omhulsel) is in de Vedantaleer binnen het hindoeïsme het lichaam, dat leiding geeft aan het denken (manomaya kosha), waarmee het samen sukshma sarira (het 'subtiele' of astrale lichaam) vormt. 
Samen met manas (denkvermogen) bevindt het zich in de brahmarandhra, een holte in de schedel. Middels een viervoudig innerlijk orgaan (Antahkarana chatushtaya), waar buddhi (intellect, rede) met manas toe behoort, staat het in betrekking met anandamaya kosha (het zaligheidsomhulsel) in het hart. Jivatma, de innerlijke ziel in het hart, maakt van vijnanamaya kosha gebruik om kennis en ervaring op te doen en zich te bevrijden (moksha) van de boeien van onwetendheid en gehechtheid aan de wereld.
Daar manomayakosha uit zestien tattva's bestaat (manas, tien indriya's en vijf tanmatra's) wordt vijnanamaykosha er met zeventien toebedeelt, omdat het buddhi toevoegt en leiding geeft aan manas. Buddhi helpt de mens de subtielste kennis te verkrijgen van het verschil tussen purusha (geest) en prakrti (materie, stof), het onderscheidingsvermogen (viveka khyati). 